# 算法分析
在计算机科学中，算法分析（英語：Analysis of algorithm）是分析执行一个给定算法需要消耗的计算资源数量（例如计算时间，存储器使用等）的过程。算法的效率或复杂度在理论上表示为一个函数。其定义域是输入数据的长度（通常考虑任意大的输入，没有上界），值域通常是执行步骤数量（时间复杂度）或者存储器位置数量（空间复杂度）。算法分析是计算复杂度理论的重要组成部分。
理论分析常常利用渐近分析估计一个算法的复杂度，并使用大O符号、大Ω符号和大Θ符号作为标记。举例，二分查找所需的执行步骤数量与查找列表的长度之对数成正比，记为 {\displaystyle O(\log n)}，简称为「对数时间」。通常使用渐近分析的原因是，同一算法的不同具体实现的效率可能有差别。但是，对于任何给定的算法，所有符合其设计者意图的实现，它们之间的性能差异应当仅仅是一个系数。
精确分析算法的效率有时也是可行的，但这样的分析通常需要一些与具体实现相关的假设，称为计算模型。计算模型可以用抽象机器来定义，比如图灵机。或者可以假设某些基本操作在单位时间内可完成。
假设二分查找的目标列表总共有 n 个元素。如果我们假设单次查找可以在一个时间单位内完成，那么至多只需要 {\displaystyle \log n+1} 单位的时间就可以得到结果。这样的分析在有些场合非常重要。
算法分析在实际工作中是非常重要的，因为使用低效率的算法会显著降低系统性能。在对运行时间要求极高的场合，耗时太长的算法得到的结果可能是过期或者无用的。低效率算法也会大量消耗计算资源。

## 时间资源消耗
时间复杂度分析和如何定义「一步操作」有紧密联系。作为算法分析成立的一项基本要求，单步操作必须能够在确定的常量时间内完成。
实际情况很复杂。举例，有些分析方法假定两个数相加是单个步骤，但这假定可能不成立。若被分析的算法可以接受任意大的数，则无法保证相加操作能够在确定的时间内完成。
通常有两种定义消耗的方法：

- 单一消耗：每一步操作的消耗定义为一个常量，与参与运算的数据的大小无关。
- 对数消耗：每一步操作的消耗，均与参与运算的数据的长度（位数）成正比。

后者更难以应用，所以只在必要时使用。一个例子是对接受任意精度数据的算法（比如密码学中用到的一些算法）的分析。
人们常常忽略一点：算法的效率的理论界限，通常建立在比实际情况更加严格的假定之上。因此在实际中，算法效率是有可能突破理论的界限的。

### 经验分析的缺陷
算法是平台无关的，也即一个算法可以在任意计算机、任意操作系统上、用任意编程语言实现。因此，算法性能的相对好坏，不能仅仅通过基于运行记录的经验来判断。
举例：一个程序在大小为 n 的有序数组中搜索元素。假设该程序在一台先进的电脑 A 上用线性搜索实现，在一台老旧的电脑 B 上用二分搜索实现。性能测试的结果可能会如下：
| 数组长度 n | 计算机 A 的运行时间 （以纳秒计） | 计算机 B 的运行时间 （以纳秒计） |
| ---------- | -------------------------------- | -------------------------------- |
| 15         | 7                                | 100,000                          |
| 65         | 32                               | 150,000                          |
| 250        | 125                              | 200,000                          |
| 1,000      | 500                              | 250,000                          |

通过这些数据，很容易得出结论说计算机 A 运行的算法比计算机 B 的算法要高效得多。但假如输入的数组长度显著增加的话，很容易发现这个结论的错误。
以下是另一组数据：
| 数组长度 n    | 计算机 A 的运行时间 （以纳秒计） | 计算机 B 的运行时间 （以纳秒计） |
| ------------- | -------------------------------- | -------------------------------- |
| 15            | 7                                | 100,000                          |
| 65            | 32                               | 150,000                          |
| 250           | 125                              | 200,000                          |
| 1,000         | 500                              | 250,000                          |
| ...           | ...                              | ...                              |
| 1,000,000     | 500,000                          | 500,000                          |
| 4,000,000     | 2,000,000                        | 550,000                          |
| 16,000,000    | 8,000,000                        | 600,000                          |
| ...           | ...                              | ...                              |
| 63,072 × 1012 | 31,536 × 1012纳秒， 约等于 1 年  | 1,375,000 纳秒， 或 1.375 毫秒   |

计算机 A 运行的线性搜索算法具有线性时间。它的运行时间直接与输入规模成正比。输入大小若加倍，运行时间同样加倍。而计算机 B 运行的二分搜索算法具有对数时间。输入大小若加倍，运行时间仅仅增加一个常量，在此例中是 25,000 纳秒。即使计算机 A 明显性能更强，在输入不断增加的情况下，计算机 B 的运行时间终究也会比计算机 A 更短，因为它运行的算法的增长率小得多。

### 增长的阶
非正式地，如果一个关于 {\displaystyle n} 的函数 {\displaystyle f(n)}，乘以一个系数以后，能够为某个算法在输入数据大小 {\displaystyle n} 足够大的情况下的运行时间提供一个上界，那么称此算法按该函数的阶增长。一个等价的描述是，当输入大小 {\displaystyle n} 大于某个 {\displaystyle n_{0}} 时，存在某个常数 {\displaystyle c}，使得算法的运行时间总小于 {\displaystyle c\times f(n)}。常用大O符号对此进行描述。比如，插入排序的运行时间随数据大小二次增长，那么插入排序具有 {\displaystyle O(n^{2})} 的时间复杂度。大O符号通常用于表示某个算法在最差情况下的运行时间，但也可以用来表述平均情况的运行时间。比如，快速排序的最坏运行时间是 {\displaystyle O(n^{2})}，但是平均运行时间则是 {\displaystyle O(n\log n)}。

### 运行时间复杂度的分析
分析一个算法的最坏运行时间复杂度时，人们常常作出一些简化问题的假设，并分析该算法的结构。以下是一个例子：
```
1    从输入值中获取一个正数
2    
if
 n > 10
3        
print
 "耗时可能较长，请稍候……"
4    
for
 i = 1 
to
 n
5        
for
 j = 1 
to
 i
6            
print
 i * j
7    
print
 "完成！"
```

一台给定的电脑执行每一条指令的时间是确定的，并可以用 DTIME 描述。
假设第 1 步操作需时 T1，第 2 步操作需时 T2，如此类推。
步骤 1、2、7 只会运行一次。应当假设在最坏情况下，步骤 3 也会运行。步骤 1 至 3 和步骤 7 的总运行时间是：
{\displaystyle T_{1}+T_{2}+T_{3}+T_{7}}
步骤 4、5、6 中的循环更为复杂。步骤 4 中的最外层循环会执行 (n + 1) 次（需要一次执行来结束 for 循环，因此是 (n + 1) 次而非 n 次），因此会消耗 T4 × (n + 1) 单位时间。内层循环则由 i 的值控制，它会从 1 迭代到 n。
第一次执行外层循环时，j 从 1 迭代到 1，因此内层循环也执行一次，总共耗时 T6 时间。以及内层循环的判断语句消耗 3T5 时间。
所以，内层循环的总共耗时可以用一个等差级数表示：
{\displaystyle T_{6}+2T_{6}+3T_{6}+\cdots +(n-1)T_{6}+nT_{6}}
上式可被因式分解为：
{\displaystyle T_{6}\left[1+2+3+\cdots +(n-1)+n\right]=T_{6}\left[{\frac {1}{2}}(n^{2}+n)\right]}
类似地，可以分析内层循环的判断语句：
{\displaystyle 2T_{5}+3T_{5}+4T_{5}+\cdots +(n-1)T_{5}+nT_{5}+(n+1)T_{5}}
{\displaystyle =T_{5}+2T_{5}+3T_{5}+4T_{5}+\cdots +(n-1)T_{5}+nT_{5}+(n+1)T_{5}-T_{5}}
上式可被分解为：
{\displaystyle T_{5}\left[1+2+3+\cdots +(n-1)+n+(n+1)\right]-T_{5}}
{\displaystyle =\left[{\frac {1}{2}}(n^{2}+n)\right]T_{5}+(n+1)T_{5}-T_{5}}
{\displaystyle =T_{5}\left[{\frac {1}{2}}(n^{2}+n)\right]+nT_{5}}
{\displaystyle =\left[{\frac {1}{2}}(n^{2}+3n)\right]T_{5}}
因此该算法的总运行时间为：
{\displaystyle f(n)=T_{1}+T_{2}+T_{3}+T_{7}+(n+1)T_{4}+\left[{\frac {1}{2}}(n^{2}+n)\right]T_{6}+\left[{\frac {1}{2}}(n^{2}+3n)\right]T_{5}}
改写一下：
{\displaystyle f(n)=\left[{\frac {1}{2}}(n^{2}+n)\right]T_{6}+\left[{\frac {1}{2}}(n^{2}+3n)\right]T_{5}+(n+1)T_{4}+T_{1}+T_{2}+T_{3}+T_{7}}
通常情况下，一个函数的最高次项对它的增长率起到主导作用。在此例里，n² 是最高次项，所以有结论 {\displaystyle f(n)=O(n^{2})}。
严格证明如下：证明 {\displaystyle \left[{\frac {1}{2}}(n^{2}+n)\right]T_{6}+\left[{\frac {1}{2}}(n^{2}+3n)\right]T_{5}+(n+1)T_{4}+T_{1}+T_{2}+T_{3}+T_{7}\leq cn^{2},\ n\geq n_{0}}
{\displaystyle \left[{\frac {1}{2}}(n^{2}+n)\right]T_{6}+\left[{\frac {1}{2}}(n^{2}+3n)\right]T_{5}+(n+1)T_{4}+T_{1}+T_{2}+T_{3}+T_{7}}
{\displaystyle \leq (n^{2}+n)T_{6}+(n^{2}+3n)T_{5}+(n+1)T_{4}+T_{1}+T_{2}+T_{3}+T_{7}\ (n\geq 0)}
令 k 为一个常数，其大于从 T1 到 T7 所有的数。
{\displaystyle T_{6}(n^{2}+n)+T_{5}(n^{2}+3n)+(n+1)T_{4}+T_{1}+T_{2}+T_{3}+T_{7}\leq k(n^{2}+n)+k(n^{2}+3n)+kn+5k}
{\displaystyle =2kn^{2}+5kn+5k\leq 2kn^{2}+5kn^{2}+5kn^{2}\,(n\geq 1)=12kn^{2}}
因此有
{\displaystyle \left[{\frac {1}{2}}(n^{2}+n)\right]T_{6}+\left[{\frac {1}{2}}(n^{2}+3n)\right]T_{5}+(n+1)T_{4}+T_{1}+T_{2}+T_{3}+T_{7}\leq cn^{2},n\geq n_{0}}，其中 {\displaystyle c=12k,n_{0}=1}
还可以假定所有步骤全部消耗相同的时间，它的值比 T1 到 T7 中任意一个都大。这样的话，这个算法的运行时间就可以这样来分析：
{\displaystyle 4+\sum _{i=1}^{n}i\leq 4+\sum _{i=1}^{n}n=4+n^{2}\leq 5n^{2}\,(n\geq 1)=O(n^{2}).}

## 其他运算资源的增长率分析
运用与分析时间相同的方法可以分析其他运算资源的消耗情况，比如存储器空间的消耗。例如，考虑以下一段管理一个文件的内存使用的伪代码：
```
while
 (
文件打开
)
    
令
 n = 
文件大小

    
for
 
n 每增长 100kb

        
为该文件分配多一倍的内存空间
```

在这个例子里，当文件大小 n 增长的时候，内存消耗会以指数增长，或 {\displaystyle O(2^{n})}。这个速度非常快，很容易使得资源消耗失去控制。